# Glen Coe
Glen Coe (em gaélico escocês: Gleann Comhann) é um vale de origens vulcânicas, nas Terras Altas da Escócia. Encontra-se no norte de Argyll, perto da fronteira com Lochaber. Muitas vezes, é considerado um dos lugares mais espetaculares e bonitos da Escócia e faz parte da área nacional cênica designada de Ben Nevis e Glen Coe. O glande estreito mostra uma grandeza sombria. O vale, que se aproxima do leste na estrada principal A82, é cercado por montanhas selvagens. Mais a oeste em Invercoe, a paisagem tem uma beleza mais suave antes da entrada principal do vale. O assentamento principal é a vila vizinha de Glencoe, localizada no sopé do vale. Perto do local do Massacre de Glencoe, em 1692.
O Glen é nomeado por conta do rio Coe, que através dele. O nome do rio pode ser anterior à língua gaélica, pois o seu significado não é conhecido, embora seja possível que o nome decorra de um nome pessoal, Comhan (genitivo Comhain).

## Geografia

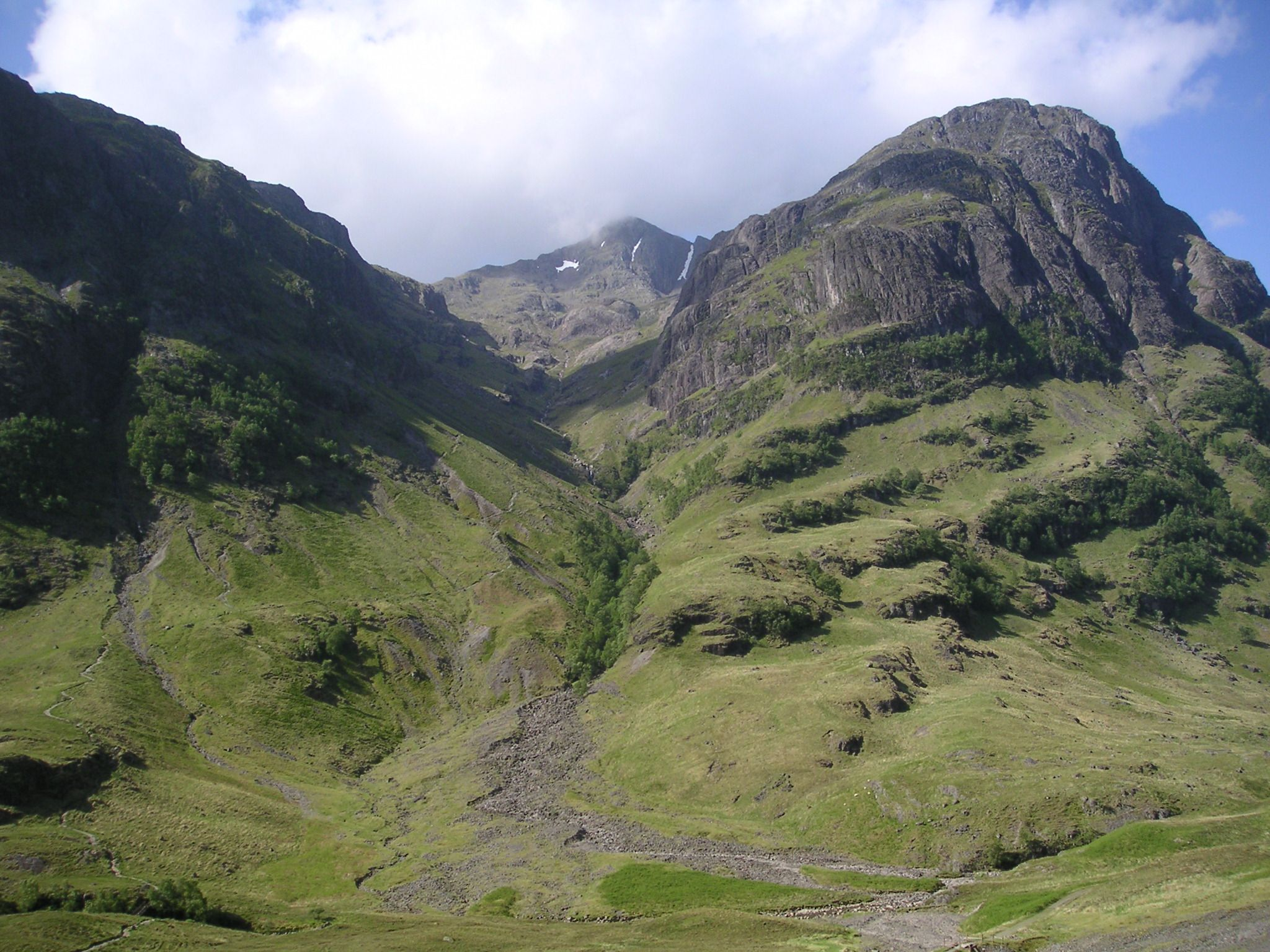
Coire nan Lochan, na zona sul de Glen Coe.

O vale tem forma de U e foi formado por um glaciar da idade do gelo, tem cerca de 12,5 km de comprimento e menos de 700 metros de largura, ficando muito mais estreito na Passagem de Glen Coe.
A entrada no vale a oeste fica por baixo do sopé de Buachaille Etive Beag, a oeste de Lochan na Fola, a partir de onde as águas correm em direção a este para o lago Leven através do rio Coe. O rio passa por cascatas na Passagem de Glen Coe antes de escorrer para o pequeno lago Achtriochtan. O lago Achtriochtan também surge como  Loch Trychardan (o lago dos três amigos ou familiares) no mapa de Timothy Pont da zona. Depois do lago, a direção do rio muda para noroeste, passando pela aldeia de Glencoe, antes de desaguar no lago salgado Loch Level em Invercoe.
A zona a este de Lochan na Fola é frequentemente considerada parte de Glen Coe, mas na verdade faz parte de Glen Etive.
A zona sul do vale caracteriza-se por uma série de picos distintos: Buachaille Etive Beag na ponta este, seguido pelo Three Sisters, estão ao lado do Bidean nam Bianmassif - subdividido no Coire Gabhail e Coire nan Lochan. O nome Coire Gabhail (prémio ou fundo da captura) refere-se aos tempos antigos quando o local era utilizado por membros do Clã Macdonald para esconder gado e outros animais, tanto seus como roubados. O vale largo e plano servia bem este propósito uma vez que, a partir de Glen Coe, ele parece ser um vale normal em forma de V acessível apenas através de um desfiladeiro íngreme e estreito. As cúpulas do Bidean nam Blan incluem a Stob Coire Sgreamhach, a Stob Coire nan Lochan e a Aonach Dubh (a terceira "irmã").
Em contraste, o zona norte do vale é uma encosta acentuada de montanha, a Aonach Eagach. O local é atravessado a este pela Devil's Staircase, uma antiga estrada militar do lado oposto de Buachaille Etive Mòr. O lado oeste termina com o Pap of Glencoe, acima da aldeia de Glencoe, no local onde o vale se abre para o lago Leven.

## Geologia
Em termos geológicos, Glen Coe é composto pelos vestígios de um supervulcão. É considerado um dos melhores exemplos de caldeiras de subsidência. A erupção ocorreu há cerca de 420 milhões de anos durante o período Siluriano e o vulcão está extinto desde então.
A paisagem foi ainda moldada pelo processo de glaciação durante a última idade do gelo, há 10 000 anos.

## Natureza e conservação
Em 2017, Glen Coe foi designado uma reserva natural nacional (NNR) e recebeu uma classificação de Categoria IV - zona protegida pela União Internacional de Conservação da Natureza. Glen Coe é ainda uma Zona Especial de Conservação e a zona sul do vale está incluída na Zona de Proteção Especial de Glen Etive e Glen Fyne.
Os habitats naturais em Glen Coe incluem florestas de bétula, charnecas e turfeiiras. Nas zonas mais baixas do vale podem encontrar-se murta, erva de algodão, pinguicula, drosera e utricularia. Os picos de Glen Coe albergam escrevedeiras-das-neves e lagópodes-brancos e a zona contém ainda abutres e águias-reais.

## Posse

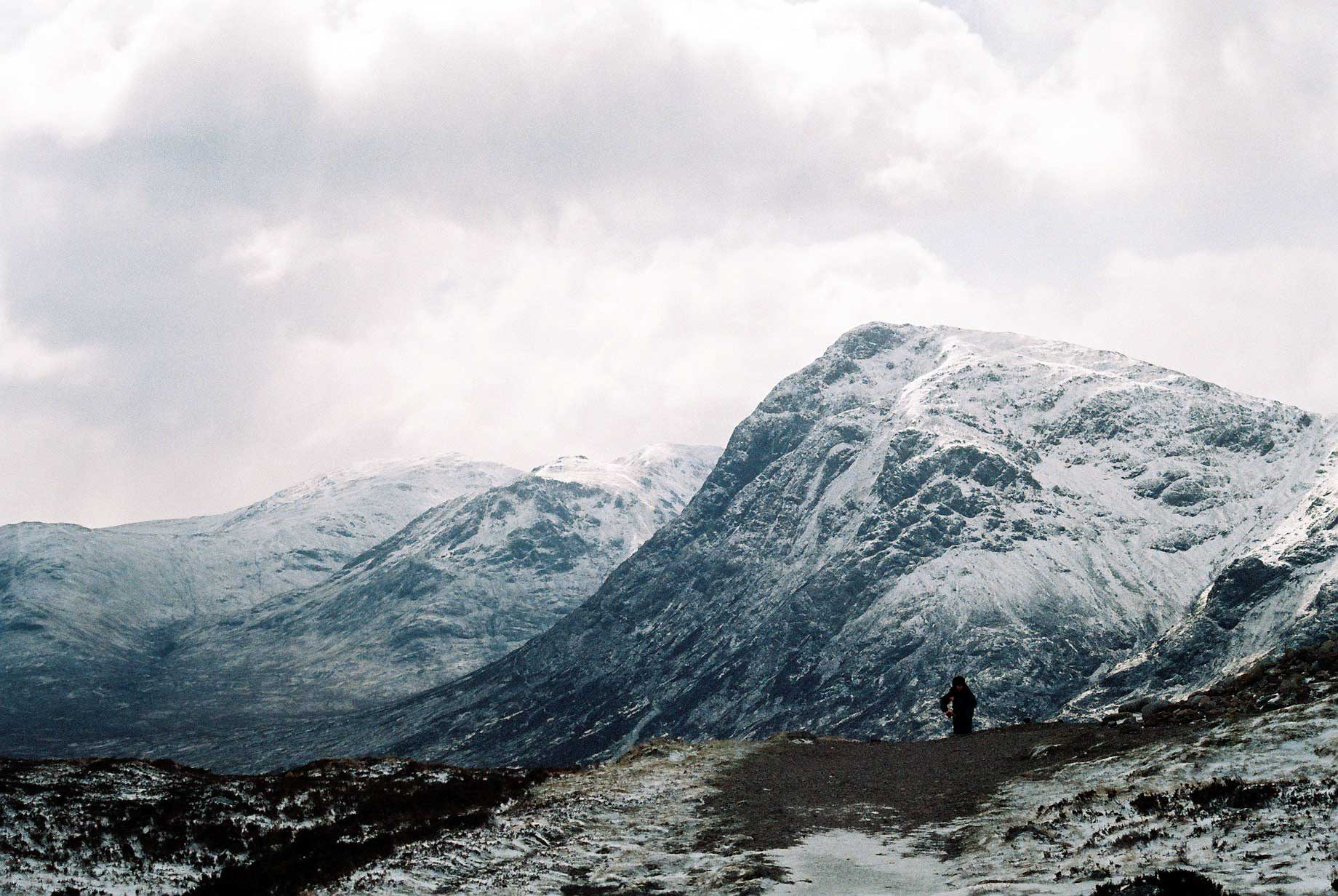
Vista do topo de Devil's Staircase em direção a sul para a ponta este de Glen Coe.

Glen Coe fez parte das terras do Clã Donald, porém, desde o fim da estrutura de clãs, os terrenos foram sendo vendidos. A maioria de Glen Coe é agora propriedade do National Trust of Scotland (NTS), que adquiriu o local em 1935 com dinheiro doado pelo Clube Escocês de Montanhismo. Mais tarde descobriu-se que o dinheiro veio do presidente do clube da época, Percy Unna. Ele estabeleceu várias condições, conhecidas como "Os Princípios de Unna" para a gestão do local, em termos de acessos e preservação da natureza selvagem do local. A construção de um centro turístico causou alguma polémica uma vez que houve quem considerasse que tal ia contra os princípios de Unna. O centro original acabou por ser encerrado e foi aberto um novo mais a oeste.
Em 2017, o NTS retirou um pedido de registo de direitos de autor do nome "Glencoe" feito por terceiros sem o seu conhecimento ou autorização. O NTS afirmou que não iria proibir o comércio local de utilizar o nome, mas foi acusado de ser demasiado restrito quando tentou impedir que a Hilltreck, uma empresa com sede em Aberdeenshire, vendesse um casaco impermeável chamado "Glencoe". A disputa terminou de forma amigável quando o NTS concordou em deixar a Hilltreck continuar a vender o casaco com o nome Glencoe.
A última zona de Glen Coe a pertencer aos MacDonalds foi a zona à volta de Invercoe. Em 1894, Donald Alexander Smith, o 1.º barão Strathcona and Mount Royal, adquiriu esta zona e construiu uma mansão: Mount Royal.